# 만물상

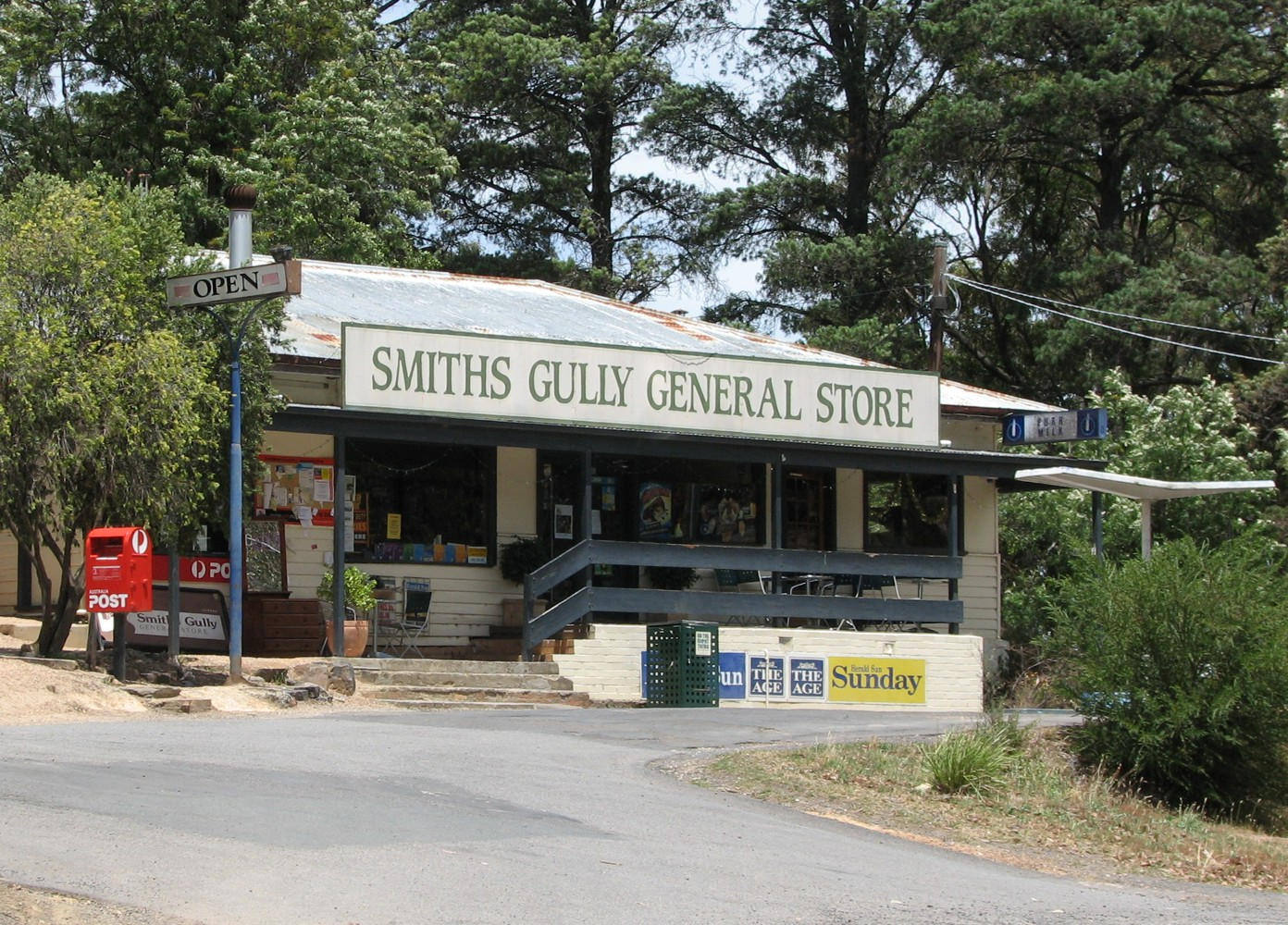

만물상(萬物商)은 다양한 상품을 취급하는 가게다. 가끔은 작은 공간에 다양한 종류의 상품을 제공하며 여기서 도시나 주변 시골 지역 사람들이 상품을 구매한다. 이 스토어는 정형화된 물품을 제공하며 창고들로부터 특별 주문을 받는다. 편의점이나 코너숍과는 구별된다.

## 같이 보기
- 백화점
- 소매 (상업)